# Pont-et-Massène
Pont-et-Massène és un municipi francès, situat al departament de la Costa d'Or i a la regió de Borgonya - Franc Comtat. L'any 2007 tenia 197 habitants.

## Demografia

### Població
El 2007 la població de fet de Pont-et-Massène era de 197 persones. Hi havia 84 famílies, de les quals 16 eren unipersonals (8 homes vivint sols i 8 dones vivint soles), 36 parelles sense fills i 32 parelles amb fills.
La població ha evolucionat segons el següent gràfic:
Habitants censats

### Habitatges
El 2007 hi havia 120 habitatges, 82 eren l'habitatge principal de la família, 28 eren segones residències i 10 estaven desocupats. 118 eren cases i 2 eren apartaments. Dels 82 habitatges principals, 73 estaven ocupats pels seus propietaris, 8 estaven llogats i ocupats pels llogaters i 1 estava cedit a títol gratuït; 3 tenien dues cambres, 9 en tenien tres, 15 en tenien quatre i 55 en tenien cinc o més. 64 habitatges disposaven pel capbaix d'una plaça de pàrquing. A 32 habitatges hi havia un automòbil i a 48 n'hi havia dos o més.

### Piràmide de població
La piràmide de població per edats i sexe el 2009 era:
| Homes | Edats   | Dones |
| ----- | ------- | ----- |
| 0     | 95 o +  | 0     |
| 0     | 90 a 94 | 0     |
| 0     | 85 a 89 | 4     |
| 0     | 80 a 84 | 0     |
| 8     | 75 a 79 | 4     |
| 8     | 70 a 74 | 4     |
| 4     | 65 a 69 | 8     |
| 4     | 60 a 64 | 8     |
| 4     | 55 a 59 | 4     |
| 4     | 50 a 54 | 0     |
| 12    | 45 a 49 | 8     |
| 12    | 40 a 44 | 0     |
| 4     | 35 a 39 | 16    |
| 4     | 30 a 34 | 0     |
| 8     | 25 a 29 | 8     |
| 0     | 20 a 24 | 0     |
| 0     | 15 a 19 | 0     |
| 8     | 10 a 14 | 4     |
| 4     | 5 a 9   | 12    |
| 16    | 0 a 4   | 0     |

## Economia
El 2007 la població en edat de treballar era de 115 persones, 92 eren actives i 23 eren inactives. De les 92 persones actives 87 estaven ocupades (47 homes i 40 dones) i 5 estaven aturades (5 dones i 5 dones). De les 23 persones inactives 9 estaven jubilades, 7 estaven estudiant i 7 estaven classificades com a «altres inactius».

### Ingressos
El 2009 a Pont-et-Massène hi havia 85 unitats fiscals que integraven 209 persones, la mediana anual d'ingressos fiscals per persona era de 23.425 €.

### Activitats econòmiques
Dels 12 establiments que hi havia el 2007, 1 era d'una empresa alimentària, 2 d'empreses de construcció, 1 d'una empresa de comerç i reparació d'automòbils, 1 d'una empresa de transport, 3 d'empreses d'hostatgeria i restauració, 1 d'una empresa immobiliària, 1 d'una empresa de serveis i 2 d'entitats de l'administració pública.
Dels 4 establiments de servei als particulars que hi havia el 2009, 1 era un paleta, 1 guixaire pintor, 1 restaurant i 1 agència immobiliària.
L'any 2000 a Pont-et-Massène hi havia 3 explotacions agrícoles.

## Poblacions més properes
El següent diagrama mostra les poblacions més properes.